# Dactylochelifer balearicus
Espèce
Dactylochelifer balearicus est une espèce de pseudoscorpions de la famille des Cheliferidae.

## Distribution
Cette espèce est endémique des îles Baléares en Espagne. Elle se rencontre sur Minorque et Ibiza.

## Étymologie
Son nom d'espèce lui a été donné en référence au lieu de sa découverte, les îles Baléares.

## Publication originale
- Beier, 1961 : Nochmals über iberische und marokkanische Pseudoscorpione. Eos, vol. 37, p. 21-39.